# Expedición de Cayo Confites
La Expedición de Cayo Confites fue un movimiento militar contra el dictador dominicano Rafael Leónidas Trujillo originado en Cuba en 1947, que promovió la invasión armada para derrocar su régimen. Su nombre proviene del cayo cubano perteneciente al Archipiélago de Sabana-Camagüey en el Océano Atlántico llamado Cayo Confites.

## Inicios
A principios de 1947 en medio de los aires democráticos de la posguerra, Rafael Leónidas Trujillo se encontraba rodeado de gobiernos opuestos a su dictadura: Rómulo Betancourt en Venezuela, Juan José Arévalo en Guatemala, Ramón Grau San Martín en Cuba, y Elie Lescot en Haití. Cuando Trujillo se enteró de que el gobierno de Cuba estaba involucrado y apoyando en su territorio la salida de la invasión, le envió un mensaje al presidente cubano que desde que los expedicionarios pisaran territorio dominicano, La Habana sería bombardeada por la Fuerza Aérea Dominicana. Se hicieron gestiones para que Lescot permitiera que algunas fuerzas de la expedición pudieran llegar a territorio haitiano, y desde allí invadir por tierra a República Dominicana, y además tener un espacio donde poder almacenar armas. 
Luego de un congreso unificador del exilio dominicano celebrado en la Universidad de La Habana, quedó constituido el frente unido de la liberación dominicana, con Ángel Morales como presidente, Ramón del Lara y Juan Isidro Jimenes-Grullón secretarios, Leovigildo Cuello delegado plenipotenciario y Juan Bosch delegado especial ante los países americanos. Esta dirección hizo gestiones ante los gobiernos americanos del área del Caribe con la finalidad de obtener ayuda para una acción militar contra Trujillo.

## Desarrollo
En enero de 1945 Juan Bosch viaja a México, a Venezuela en octubre  donde se entrevistó con el presidente Rómulo Betancourt, y en noviembre viajó a Haití donde el presidente Elie Lescot le entregó la suma de 25 000 dólares como aporte a la lucha contra Trujillo. En enero de 1946 Juan "Juancito" Rodríguez, exsenador, y rico hacendado y ganadero de La Vega, República Dominicana, salió al exilio y se puso al frente de los planes expedicionarios que se realizaban en La Habana. Juancito aportó alrededor de 300 000-600 000 dólares suyos a la expedición.
José Manuel Alemán, Ministro de Educación del gobierno de Grau San Martín, era el contacto entre los exiliados dominicanos y el gobierno cubano, mientras que Manuel “Manolo” Castro, director de Deportes y Educación Física del mismo ministerio, expresidente de la FEU, y dirigente del Movimiento Socialista Revolucionario (MSR) se puso al frente de las labores de reclutamiento público de voluntarios cubanos para la expedición. El gobierno cubano a través de Alemán aportó una gran suma de dinero a la expedición, que era apoyada por el presidente Grau.
Tomando como base de operaciones las instalaciones del hotel San Luis en La Habana, cubanos (mayoría), dominicanos, venezolanos, guatemaltecos, nicaragüenses, puertorriqueños, americanos y de otras nacionalidades lograron conformar un ejército de unos 1200 hombres, entre ellos, veteranos de la guerra civil española y de la Segunda Guerra Mundial, llamado Ejército de Liberación de América (ELA). El 13 de julio de 1947, los exiliados eligieron un comité central para dirigir la expedición integrado por:
- Juan Rodríguez García (Comandante en jefe de la expedición). Se suicidó en 1960 en Venezuela.
- Ángel Morales
- Leovigildo Cuello
- Juan Bosch
- Juan Isidro Jimenes-Grullón

## Batallones
Días después, los expedicionarios salen de La Habana hacia el politécnico de Holguín en el oriente de Cuba, donde reciben entrenamiento militar bajo las órdenes de Manolo Bordas quien ostentaba el rango de teniente del ejército estadounidense. Las fuerzas se componían del Estado Mayor, 5 batallones (divididos en compañías y pelotones), tropas de servicios auxiliares (incluidos 8 médicos), y se otorgaron diferentes grados militares. El Estado Mayor estaba integrado por los generales: dominicanos Juan Rodríguez (jefe), Manuel Calderón, y Alexis Liz, el cubano Feliciano Maderne (antes teniente coronel jefe del batallón M. Gómez; exteniente del ejército cubano, segundo jefe militar de la expedición antimachadista de Gibara de 1931), jefes de los navíos de la expedición, y los jefes de los 5 batallones:  
- Batallón Sandino, dirigido por el teniente coronel Rolando Masferrer, cubano, abogado, veterano de la guerra civil española, y jefe del MSR. Fue designado por Juancito jefe del campamento.
- Batallón Guiteras, al mando del teniente coronel Eufemio Fernández Ortega, cubano, médico y veterano de la guerra civil española, capitán de la Dirección Central de la Policía en el gobierno de Grau, futuro jefe de la Policía Secreta cubana en el gobierno de Prío. Futuro miembro de la fallida Expedición de Luperón de 1949 contra el dictador Trujillo; fusilado en 1961 por el gobierno de Fidel Castro por conspirar para derrocar su gobierno.
- Batallón Luperón, teniente coronel Jorge Rivas Monte, hondureño, militar de carrera, graduado de la escuela militar de Guatemala
- Batallón Máximo Gómez, teniente coronel Diego Bordas, dominicano
- Batallón Cabral (último formado): comandante Miguel Ángel Ramírez, dominicano

Del politécnico de Holguín los expedicionarios fueron trasladados a la bahía de Nipe donde les esperaba el buque Aurora y la goleta Berta con gran parte del cargamento para la expedición; abordaron los barcos y se dirigieron hacia Cayo Confites. Grau escogió ese cayo para que las fuerzas se concentraran allí, y evitar publicidad. El cayo era pequeño (0.25 km²), despoblado, con grandes arenales y arrecifes, poca vegetación, y sin agua potable. Hubo suministro de agua y alimentos, pero las condiciones de vida allí fueron difíciles, y además surgieron serias rivalidades entre Masferrer y Eufemio Fernández. Uno de los reclutados murió por disparo de arma de fuego, cuando se resistió al arresto ordenado por su jefe, por cometer una falta. Masferrer en ausencia del general Juancito, se autoproclamó jefe militar de la expedición, y surgieron tensiones entre los miembros dominicanos y cubanos de la expedición.
El gobierno estadounidense, al enterarse de los planes de invasión, comenzó a presionar al presidente Grau San Martín para que detuviera la acción militar que se preparaba contra Trujillo; con ese propósito su embajador en La Habana Henry Norweb en julio de 1947 visitó dos veces al presidente Grau, y dos veces al canciller de su gobierno.

## Reacción de Trujillo
El 22 de julio de 1947 Trujillo se enteró de los planes de invasión contra él desde territorio cubano e inició una serie de protestas por la vía diplomática contra el gobierno de Cuba. Semanas después ante la inminente salida de los expedicionarios, Trujillo declaró:
“Desde que el primer invasor pise tierra dominicana, comenzaremos a bombardear la ciudad de La Habana.”

## Implicados
En medio de ejercicios militares, prácticas de desembarco y otras maniobras, los expedicionarios de Cayo Confites esperaban más barcos, así como completar un buen número de aviones para un sólido respaldo aéreo. Al entrar el mes de septiembre de 1947, el movimiento contaba con 4 barcos, 13 aviones, armas y municiones que procedían de Estados Unidos y Argentina. En total habían unos 1200 hombres. Entre los expedicionarios se encontraban:
- José Horacio Rodríguez (abogado, hijo y ayudante del general Juan). Asesinado en 1959 en República Dominicana por el ejército de Trujillo.
- Fidel Castro (estudiante de Derecho, teniente jefe de un pelotón del Batallón Máximo Gómez)
- Ramón Emilio Mejía (Pichirilo Mejía)
- Mauricio Báez
- Miguel Ángel Ramírez Alcántara
- Carlos Gutiérrez Menoyo
- Humberto Castelló Aldanás
- Pedro Mir
- Francisco Alberto Horacio Vázquez
- Federico Horacio Vázquez
- Germán Martínez Reyna
- Nicanor Saleta Arias
- Miguel Ángel Feliu Arseno
- Horacio Julio Ornes Coiscou
- José Rolando Martínez Bonilla
- Ángel Miolán
- Freddy Fernández Barreiro
- Dato Pagán Perdomo
- Los hermanos Víctor, Rafael y Virgilio Mainardi Reyna.
- Antonio Toirac Escasena
- José Luis Gómez Wangüemert (fallecido en el Ataque al palacio presidencial de Cuba en 1957)
- Enrique Rodríguez Loeches (participante en la toma de Radio Reloj durante ataque al palacio presidencial cubano en 1957)
- Armentino Feria Pérez (futuro miembro de los Tigres de Masferrer. Jefe de un desembarco en 1960 en Oriente contra el gobierno de Fidel Castro, donde murió)

## Fracaso
Mientras los expedicionarios esperaban que los aviones fueran equipados con armamento de combate para poder iniciar la invasión a Santo Domingo contando con respaldo aéreo, el mayor general Genovevo Pérez Damera, jefe del ejército cubano, viajó a Washington D. C., donde se entrevistó con altos militares del ejército norteamericano y con diplomáticos al servicio de Trujillo. Se dice que Trujillo sobornó a Genovevo con una fuerte suma de dinero (algunas fuentes dicen 1 millón de dólares) para que desmantelara la expedición, lo cual hizo en breve tiempo.
Varios días después el general Pérez Dámera procedió a confiscar un cargamento de armas en la finca América propiedad del ministro José Manuel Alemán, y a intervenir el local que los expedicionarios de Cayo Confites tenían en el Hotel Sevilla. Paralelo a la acción de Pérez Dámera, el embajador norteamericano en Cuba, Henry Norweb, exhorta a los aviadores Rupert E. Waddel, Thomas Sawyer y Hollis Smith, los tres estadounidenses comprometidos en Cayo Confites, a que regresen a Estados Unidos y abandonen la expedición; los pilotos se acogen al llamado y regresan a su país.
El 21 de septiembre de 1947 los expedicionarios de Cayo Confites deciden salir del cayo al enterarse por la radio del allanamiento del Hotel Sevilla, y ante los rumores de que el jefe del ejército iba a apresarlos.
Luego de deserciones de tropas, confusiones entre las naves expedicionarias, y escaramuzas con la marina de guerra cubana, los expedicionarios fueron obligados a desembarcar en el puerto de Antillas, donde fueron apresados unos 725 (incluido Juancito y Masferrer), desarmados y conducidos al Campamento Militar de Columbia en La Habana, sede del alto mando del ejército cubano. Otros 307 expedicionarios desertores fueron apresados por el ejército cubano en Cayo Guinchos, Las Bahamas, y otros 49 fueron apresados en otros sitios, y trasladados al mismo campamento. Estuvieron presos en Columbia y en la Fortaleza de La Cabaña pocos días, y fueron liberados por orden judicial, pero 26 jefes de la expedición obtuvieron libertad provisional, pendientes de juicio en el Tribunal Supremo de Cuba, que nunca se realizó. A finales de octubre de 1947 todos fueron absueltos. El General Genovevo Pérez tenía temor que la expedición se tornara en una fuerza para derrocar al gobierno de Grau, y convenció al presidente de ese peligro.

## Finalidad de las armas
Estando prisionero en Colombia Juan Bosch se declaró en huelga de hambre hasta tanto no fueran liberados todos los expedicionarios. Luego de un acuerdo entre el general Pérez Damera y Bosch los prisioneros fueron liberados y los dirigentes del movimiento iniciaron gestiones ante el gobierno cubano para que les devolvieran las armas confiscadas. Ante la negativa del gobierno cubano de devolver las armas a los expedicionarios intervino el  presidente de Guatemala Juan José Arévalo, quien reclamó la propiedad de las mismas.